# Guillermo, conde de Mortain
Guillermo de Mortain, conde de Mortain, III conde de Cornualles (antes de 1084–después de 1140).

## Vida
Guillermo era hijo de Roberto de Mortain, medio hermano de Guillermo el Conquistador y Maud de Montgomery, hija de Roger de Montgomery, I conde de Shrewsbury y Mabel de Bellême. Guillermo nació antes de 1084.
Desde su niñez, Guillermo albergó una prounda aversión hacia su primo Enrique I de Inglaterra, y reclamó orgullosamente, no sólo los condados de su padre, de Mortain y Cornualles, sino también el condado de Kent. de su tío Odo de Bayeux. La crónica de Hyde le tilda de "incorregiblemente turbulento" y la Guillermo de Malmesbury le describe como poseedor de una "arrogancia desvergonzada." El rey rechazó las demandas de Guillermo sobre el condado de Kent, ofreciéndole a cambio la mano de María de Escocia, hermana de la Reina Matilda, que Guillermo rechazó. Enrique concertó entonces el matrimonio entre María y Eustaquio III, Conde de Boulogne. Enrique continuó rechazando las peticiones de Guillermo hasta que tuvo que tratar con los Montgomerys, tíos de Guillermo, y les exilió de Inglaterra. Enrique entonces desposeyó a Guillermo de tierras en Cornualles, que supuestamente se había apropiado de manera ilícita, tras lo que Guillermo partió para Normandía, donde se unió a Robert Curthose. En Normandía Guillermo atacó muchas de las posesiones de Enrique, lo que permitió al rey desposeer a Guillermo de todos sus honores ingleses.
Fue capturado junto a Robert Curthose en la Batalla de Tinchebrai (1106) y despojado de Mortain. Permaneció encarcelado durante varios años en la Torre de Londres, profesando como monje cluniacense en 1140 en la abadía de Bermondsey.